# Cronologia de The Beatles
Esta é uma cronologia do grupo musical The Beatles.
- 1926: Nasce o diretor musical do grupo, George Martin em Highbury, Londres, Reino Unido (3 de janeiro).[1]
- 1933: Nasce Yoko Ono em Tóquio, Japão (18 de fevereiro).
- 1934: Nasce o empresário do grupo, Brian Epstein em Liverpool, Reino Unido (19 de setembro).[2][1]
- 1938: Nasce Astrid Kirchherr em Hamburgo, Alemanha (20 de maio).
- 1939: Nasce Cynthia Powell em Blackpool, Reino Unido (10 de setembro).[2]
- 1940: Nasce Stuart Sutcliffe em Edinburgo, Escócia (23 de junho).[2] Nasce Richard Starkey (conhecido como Ringo Starr) no Royal Liverpool Children's Hospital, Reino Unido (7 de julho).[2] Nasce John Lennon no Oxford Street Maternity Hospital, Liverpool, Reino Unido (9 de outubro).[2]
- 1941: Nasce Pete Best em Madras, Índia (24 de janeiro).[2] Nasce Linda Eastman na Cidade de Nova Iorque, Estados Unidos (24 de setembro).
- 1942: Nasce Paul McCartney no Walton Hospital, Liverpool, Reino Unido (18 de junho).[2]
- 1943: Nasce George Harrison na 12 Arnold Grove, no bairro de Wavertree, Liverpool, Reino Unido (25 de fevereiro).[2]
- 1944: Nasce Pattie Boyd em Taunton, Somerset, Reino Unido (17 de março).
- 1946: Nasce Jane Asher em Londres, Reino Unido (5 de abril). Nasce Maureen Cox em Liverpool, Reino Unido (4 de agosto).
- 1947: Nasce Barbara Bach na cidade de Nova Iorque, Estados Unidos (5 de abril).
- 1948: Nasce Olivia Trinidad Arias na Cidade do México, México (18 de maio).
- 1957: Lennon forma um grupo chamado The Black Jacks com Pete Shotton (março). A banda é mais tarde renomeada The Quarrymen.[2] O auditório de The Quarrymen para TV Star Search de Carroll Levis no Empire Theatre (teatro), Liverpool, mas não se qualificam (9 de junho).[2]